# Paul Verlaine
Paul Verlaine (Metz, 1844. március 30. – Párizs, 1896. január 8.) francia parnasszista és szimbolista költő.

## Élete

### Út a költővé válásig
Verlaine 1844. március 30-án született Metzben, jómódú polgári család sarjaként. Párizsban jogot tanult, de érdeklődése hamar az irodalom felé fordult, majd a korabeli párizsi művészvilág züllött, bohém életét élte, a kor furcsa szokása szerint.

### Publikálás
1866-ban a parnasszisták hatását mutató verseskötetet adott ki Szaturnuszi költemények címmel. 1870-ben megnősült, feleségéhez írta A jó ének verseit.

### A balga szűz – az alvilági férj
1871-ben megismerkedett Arthur Rimbaud-val, s szerelmes lett a 17 éves fiúba. A két kicsapongó költő viszonya még a szabadelvű párizsi művészeket is megbotránkoztatta. Verlaine többször bántalmazta feleségét, majd elhagyta. Az időközben megszületett fiával nem törődött. A homoszexuális pár együtt utazgatott Belgiumban és Angliában, de kapcsolatuk egyre feszültebbé vált, a heves jelenetek egyre gyakoribbakká váltak.

### A végzetes lövés

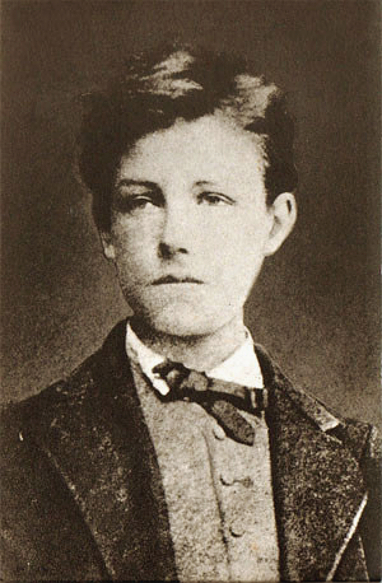
Arthur Rimbaud

1873 tavaszán Verlaine hirtelen Brüsszelbe utazott, pénz nélkül Londonban hagyva Rimbaud-t. Pár nap múlva összefutottak egy hotelban, ahol Arthur közölte Paullal, hogy útjaik végérvényesen szétválnak. Ekkor az elkeseredett és részeg Verlaine revolvert rántott, és megsebesítette Rimbaud kézfejét.

### Az ítélet
Verlaine-t szodómia és súlyos testi sértés vádjával két év börtönre ítélték, ahol vallásos témájú verseket kezdett írni. 1875 januárjában az immár hívő katolikus poétát kiengedték a börtönből, aki az írással is szakított Rimbaud-t Stuttgartban felkereste. Megpróbálta meggyőzni, hogy kövesse a példáját, írjon Istenről, a bűnbánatról és minden jóra fordul. A vita hamarosan verekedéssé fajult, amelyben Verlaine alulmaradt.

### A legdekadensebb dekadens
1881-ben jelent meg vallásos verseinek gyűjteménye, Jóság címmel.
1883-ban visszatért Párizsba. Az alkohol rabjaként, nyomorban és betegen halt meg, 1896-ban.

## Költészete
Költészetét leginkább a parnasszizmus eszméivel lehetne jellemezni: szembefordult a romantikával, tagadta a költő vátesz mivoltát, és prófétai küldetését. Elvetette a fejlődéshitet, és a végzet erejét hirdette. Központi témája az eszményi szép volt, amelyet szenvtelen hangnemben és precíz stílusban próbált meg elérni. Ugyanakkor jelentős nyomokat hagyott rajta a szimbolizmus is, korai lírájára Baudelaire volt a legnagyobb hatással.
Két legismertebb műve közül az egyik, a Költészettan programvers, melyben elutasítja az erőltetett retorikus gondolati lírát, és a zenét részesíti előnyben. Ennek ragyogó példája az Őszi chanson. Verlaine egyébként igen ellentmondásos személyiség volt. Képes volt a legpikánsabb részletekkel teli erotikus verset írni a Notre-Dame-ban, úgy, hogy másnap már az erkölcsi tisztaságot dicsőítette olcsó kurtizánok piszkos ágyában. Nem hiába nevezték a „legdekadensebb dekadens”-nek.

### Őszi chanson

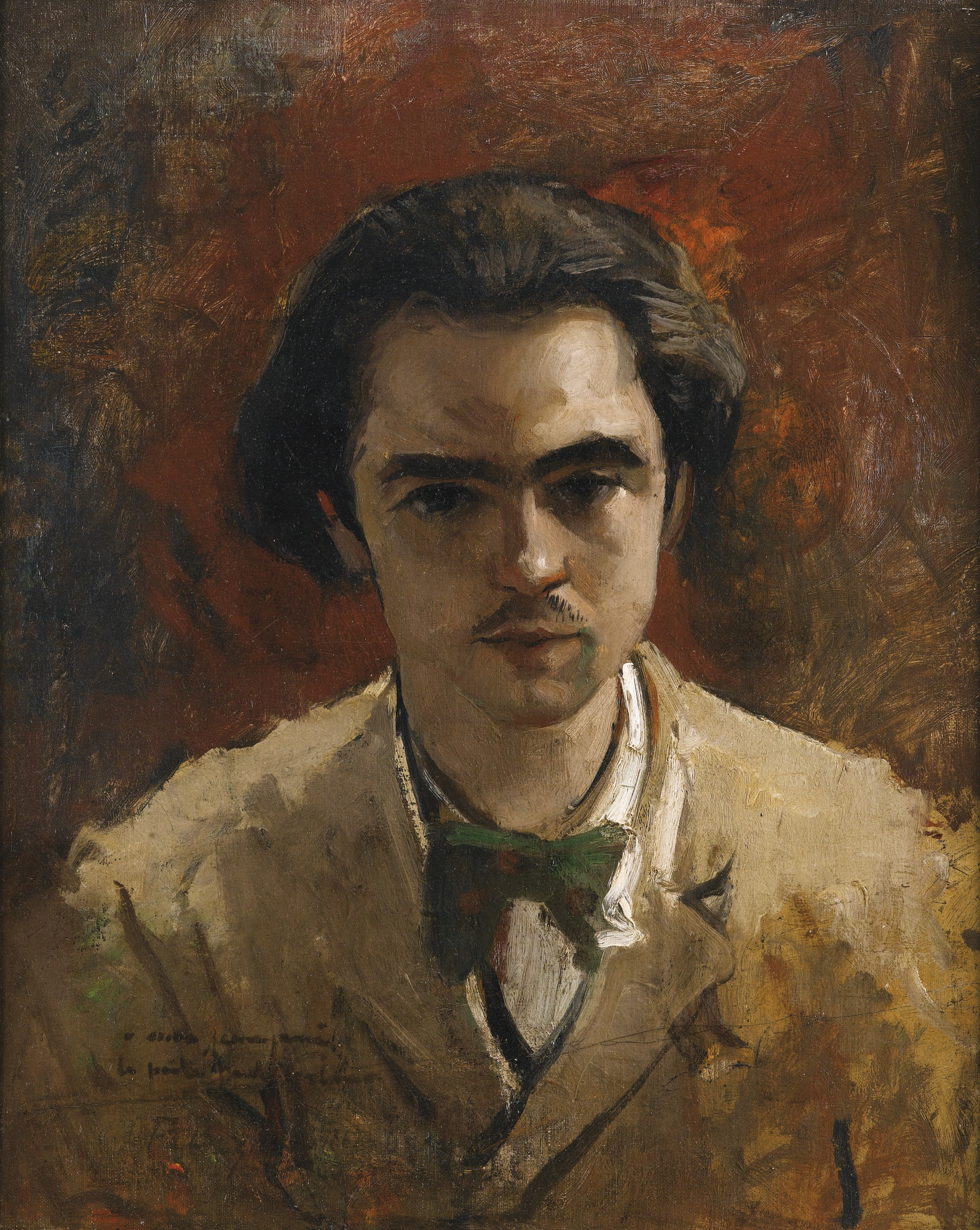
Gustave Courbet: Paul Verlaine portréja

Legismertebb verse az Őszi chanson (1864) nem konkrét élményt „mond el” (ez „csak irodalom” lenne), hanem egy nagyon összetett, többértelmű, bonyolult hangulatot, megérzést: az őszhöz, az elmúlás szokványos jelképéhez fűződő impressziót örökít meg. Megszólal a dalban a haláltól való félelem, de az elmúlás óhajtása is, a beletörődés a „sok tűnt kéj” után a végleges eltűnésbe. A haldokló természettel együtt haldoklik már az emberi lélek, de a pusztulás rettenetét szelíd melankóliába oldja, enyhíti a költemény zenéje, a szavak és főleg a hangok elbűvölő muzsikája. – A magyar változat (ford. Tóth Árpád) különösen a hangok akusztikai lehetőségeit aknázza ki a vers-zene felkeltésében. Az első versszak egyhangú rímei s a mély magánhangzók sokasága, a ritmus lüktetése minden tartalomtól, szójelentéstől függetlenül is zenei élményt s búsongó érzést ébreszt a hallgatóban. A nyelvi anyagnak itt nem az a szerepe, hogy gondolatokat közöljön, puszta hangzása hordozza a vers „tartalmát”. – A szavak jelentéshatárai elmosódnak, s ezt segíti elő, hogy konkrét és elvont szavak kerülnek egymás mellé (pl. „éjfél kong”, „rossz szél”, „ősz búja”). Tóth Árpád fordítását Kassovitz Artúr zenésítette meg.
Verlaine szimbolista is, mert egy érzést, lelki tartalmat a külvilág érzékletes képeinek segítségével sejtet meg, impresszionista is, mert egy futó, pillanatnyi hangulatot rögzít, old fel a vers dallamában.
Ősz húrja zsong,

Jajong, busong

A tájon,

S ont monoton

Bút konokon

És fájón.
S én csüggeteg,

Halvány beteg,

Mig éjfél

Kong, csak sirok,

S elém a sok

Tűnt kéj kél.
Ó, múlni már,

Ősz! hullni már

Eresszél!

Mint holt avart,

Mit felkavart

A rossz szél...

## Magyarországon
A 19. század végén Zempléni Árpád tette ismertté, majd a Nyugat nemzedéke, Kosztolányi Dezső, Tóth Árpád készített a francia szimbolista alkotó költészete lényegét érzékeltető fordításokat. Verlaine dekadenciája erősen hatott Adyra is.

## Egyéb
Rimbaud és Verlaine kapcsolatát, valamint a költőóriások életét dolgozza fel a Teljes napfogyatkozás című, 1995-ös angol-francia-belga filmdráma, főszerepben Leonardo DiCaprióval (rendező: Agnieszka Holland).

## Magyarul
- Nők; ford. Szabó Lőrinc; S.n., s.l., 192?
- Paul Verlaine válogatott versei; ford., bev. Térey Sándor; Singer és Wolfner, Bp., 1924
- Paul Verlaine válogatott versei; ford. Szabó Lőrinc; Pandora, Bp., 1926
- Jóság; ford. György Oszkár; Mentor, Bp., 1926
- Paul Verlaine verseiből; ford. Raics István; Turcsány Ny., Bp., 1939
- Stefan Zweig: Verlaine; ford. Bálint Lajos / Verlaine válogatott versei; összeáll. Vas István, ford. Ady Endre et al.; Fővárosi, Bp., 1943
- Versek; ford. Szily Ernő; Poezis, Bp., 1944
- Poémes choisis / Verlaine válogatott versei; ford. Babits Mihály et al., szerk., utószó, jegyz. Szegzárdy-Csengery József;Corvina, Bp., 1960 (Kétnyelvű klasszikusok)
- Paul Verlaine válogatott versei; vál. Kálnoky László, ford. Ady Endre et al., bev. Rónay György, jegyz. Szegzárdy-Csengery József; Magyar Helikon, Bp., 1965
- Paul Verlaine versei; ford. Ady Endre et al., vál. Kálnoky László; Európa, Bp., 1979 (Lyra mundi)
- Nők; ford. Szabó Lőrinc, bev. Babits Mihály, utószó, szöveggond. Kabdebó Lóránt; Helikon, Bp., 1983
- Szaturnuszi költemények / Poèmes saturniens; ford. Térey János, előszó Somlyó György; Cserépfalvi, Bp., 1994
- Paul Verlaine versei; ford. Babits Mihály et al., válogatta Réz Pál; Sziget Könyvkiadó, Bp., 2001